# انتخابات الرئاسة الموريتانية 2014
انتخابات الرئاسة الموريتانية 2014 هي الانتخابات الرئاسية التي جرت في 21 يونيو 2014، في موريتانيا، لانتخاب رئيس موريتانيا، فاز بالانتخابات محمد ولد عبد العزيز.

## المرشحين
| المرشح              | الحزب | عدد الأصوات |
| ------------------- | ----- | ----------- |
| محمد ولد عبد العزيز |       |             |